# 52 Cygni
Désignations
52 Cygni est une possible étoile triple de la constellation boréale du Cygne. Sa magnitude apparente est de 4,22. D'après la mesure de sa parallaxe annuelle par le satellite Hipparcos, le système est situé à environ ∼ 201 a.l. (∼ 61,6 pc) de la Terre.
La composante primaire, désignée 52 Cygni A, est une géante rouge de type spectral K0IIIa. C'est probablement une étoile du red clump (sur la branche horizontale), qui fusionne l'hélium dans son noyau, même s'il y a également 22 % de chance qu'elle soit toujours sur la branche des géantes rouges (RGB) et qu'elle fusionne l'hydrogène dans une coquille autour d'un cœur inerte. En tant que géante du red clump, elle serait âgée autour de 2,27 milliards d'années, mais elle serait un peu plus massive et n'aurait que 910 millions d'années en tant qu'étoile RGB. L'étoile possède une luminosité bolométrique d'environ 90 L☉ et sa température de surface est de 4 677 K. Son rayon est environ 14 fois plus grand que le rayon solaire. Elle a été notée comme étant une possible binaire spectroscopique, mais cela n'a pas été confirmé.
Il existe également un faible compagnon visuel, désigné 52 Cygni B et d'une magnitude de 9,5. En date de 2021, cette étoile était localisée à une distance angulaire de 5,8″ et selon un angle de position de 74° de la primaire. Elle apparaît lui être physiquement liée.